# Thorame-Basse
Thorame-Basse é uma comuna francesa na região administrativa da Provença-Alpes-Costa Azul, no departamento dos Alpes da Alta Provença. Estende-se por uma área de 97,72 km². Em 2010 a comuna tinha 231 habitantes (densidade: 2,4 hab./km²).